# حمام رودبار
حمام رودبار مربوط به سده‌های متاخر دوران‌های تاریخی پس از اسلام - دوره صفوی است و در روستای رودبار دهستان چاشم از توابع شهرستان مهدیشهر در خیابان اصلی، جنب گورستان رودبار، واقع در غرب روستا واقع شده. این اثر در تاریخ ۱۸ اسفند ۱۳۸۷ با شمارهٔ ثبت ۲۵۰۹۹ به‌عنوان یکی از آثار ملی ایران به ثبت رسیده است.